# 日本動物園水族館協会
公益社団法人日本動物園水族館協会（にほんどうぶつえんすいぞくかんきょうかい、英: Japanese Association of Zoos and Aquariums;JAZA）は、日本の動物園、水族館で構成されている公益社団法人。教育活動の充実や動物福祉の邁進、希少動物の保護繁殖などを目的に掲げている。元文部科学省所管。

## 概要
2022年8月16日現在の正会員数は、日本国内の動物園90、水族館50の計140園館で、そのほかに82団体の維持会員がいる。加盟園館数は近年脱退が新規加盟を上回り、漸減が続いている。動物園又は水族館が団体として正会員となるのではなく、動物園又は水族館の代表者が個人の資格で正会員となる。もとより日本国内の全ての動物園・水族館の代表者が加盟しているわけでもなく（特に2017年10月現在、奈良県、鳥取県、香川県、佐賀県には会員がいない）、半数以下となっている。
2015年、太地町のイルカ追い込み漁に関してJAZAは世界動物園水族館協会の除名勧告を受けたがこれに反発する形で太地町のくじらの博物館が脱退、2017年に新江ノ島水族館、下関市立しものせき水族館、竹島水族館など国内計4水族館が脱退した。
アルファベットによる公式の略称はJAZAであるが、「日動水協」、「日動水」、「動水協」などと略されることもある。
飼育技師資格認定試験を実施している。法令に規定のない民間資格であり、動物園飼育技師と水族館飼育技師に分かれている。
2022年6月、第17代目の会長に村田浩一（よこはま動物園ズーラシア園長、獣医師）が就任した。

## 沿革
- 1939年（昭和14年）
  - 5月23日、24日の両日、京都市主催のもとに京都市記念動物園の貴賓室で開催された動物園長会議で、日本動物園協会の設立が検討され、その設立について京都市に一任された[6][7][8]。
  - 6月7日、市村慶三京都市長は、各地動物園の管理者に対して同協会設立協力依頼の文書を発送し、それに応じて各都市において内部手続きが行われる[8][7]。
  - 11月17日、京都市記念動物園長長田寛三から各動物園あてに協会設立の文書と会則が発送され、任意団体として発足。また、動物園のほかに水族館もこの協会に加わることとなった[8][7]。
- 1940年（昭和15年）
  - 6月13日、第1回の理事会が東京後楽園涵徳亭において開催され、香川を除く12理事により、名称を日本動物園水族館協会とすることを決定[8][7]。会長に鷹司信輔公爵、顧問に内田清之助が推薦された。
  - 6月13日 - 6月15日の3日間、第1回総会ならびに協議懇親会が上野動物園で開かれ、戦時下で物資の調達が難しい中での動物の補充や飼料の調達、また種名の統一、動物飼育に関する教育等が議論される[8][9]。
- 1965年（昭和40年）
  - 11月22日、文部省社会教育局（現・文武科学省生涯学習政策局）所轄の社団法人に移行[6]。
- 2012年（平成24年）
  - 4月1日、公益社団法人となる[6]。

## 会員一覧
正会員
| 地域       | 園名                     | 所在地                 |
| ---------- | ------------------------ | ---------------------- |
| 北海道     | 円山動物園               | 札幌市中央区           |
| 北海道     | 旭山動物園               | 旭川市                 |
| 北海道     | おびひろ動物園           | 帯広市                 |
| 北海道     | 釧路市動物園             | 釧路市                 |
| 東北       | 弥生いこいの広場         | 青森県弘前市           |
| 東北       | 大森山動物園             | 秋田県秋田市           |
| 東北       | 盛岡市動物公園           | 岩手県盛岡市           |
| 東北       | 岩手サファリ             | 岩手県一関市           |
| 東北       | 八木山動物公園           | 宮城県仙台市青葉区     |
| 関東       | 宇都宮動物園             | 栃木県宇都宮市         |
| 関東       | 那須どうぶつ王国         | 栃木県那須郡那須町     |
| 関東       | 那須サファリ             | 栃木県那須郡那須町     |
| 関東       | 桐生が岡動物園           | 群馬県桐生市           |
| 関東       | 群馬サファリ             | 群馬県富岡市           |
| 関東       | かみね動物園             | 茨城県日立市           |
| 関東       | 大宮公園                 | 埼玉県さいたま市大宮区 |
| 関東       | 埼玉県こども動物公園     | 埼玉県東松山市         |
| 関東       | 東武動物公園             | 埼玉県南埼玉郡宮代町   |
| 関東       | 狭山智光山動物園         | 埼玉県狭山市           |
| 関東       | 大崎公園子供動物園       | 埼玉県さいたま市緑区   |
| 関東       | 上野動物園               | 東京都台東区           |
| 関東       | 多摩動物公園             | 東京都日野市           |
| 関東       | 井の頭文化園             | 東京都武蔵野市         |
| 関東       | 大島公園                 | 東京都大島町           |
| 関東       | 羽村市動物公園           | 東京都羽村市           |
| 関東       | 江戸川区自然動物園       | 東京都江戸川区         |
| 関東       | 町田リス園               | 東京都町田市           |
| 関東       | 足立区生物園             | 東京都足立区           |
| 関東       | 千葉市動物公園           | 千葉県千葉市若葉区     |
| 関東       | 市川市動植物園           | 千葉県市川市           |
| 関東       | 夢見ヶ崎動物公園         | 神奈川県川崎市幸区     |
| 関東       | 野毛山動物園             | 神奈川県横浜市西区     |
| 関東       | 横浜金沢動物園           | 神奈川県横浜市金沢区   |
| 関東       | よこはま動物園           | 神奈川県横浜市旭区     |
| 関東       | 市原ぞうの国             | 千葉県市原市           |
| 関東       | 遊亀公園動物園           | 山梨県甲府市           |
| 北陸       | 富山ファミリーパーク     | 富山県富山市           |
| 北陸       | 高岡古城公園動物園       | 富山県高岡市           |
| 北陸       | いしかわ動物園           | 石川県能美市           |
| 北陸       | 鯖江西山動物園           | 福井県鯖江市           |
| 中部       | 小諸動物園               | 長野県小諸市           |
| 中部       | 須坂動物園               | 長野県須坂市           |
| 中部       | 茶臼山動物園             | 長野県長野市           |
| 中部       | 飯田動物園               | 長野県飯田市           |
| 中部       | 大町山岳博物館           | 長野県大町市           |
| 中部       | 楽寿園                   | 静岡県三島市           |
| 中部       | 富士サファリ             | 静岡県裾野市           |
| 中部       | 伊豆アニマルキングダム   | 静岡県賀茂郡東伊豆町   |
| 中部       | シャボテン動物公園       | 静岡県伊東市           |
| 中部       | 熱川バナナワニ園         | 静岡県賀茂郡東伊豆町   |
| 中部       | 日本平動物園             | 静岡県静岡市駿河区     |
| 中部       | 浜松動物園               | 静岡県浜松市中央区     |
| 中部       | 豊橋動物園               | 愛知県豊橋市           |
| 中部       | 東山動物園               | 愛知県名古屋市千種区   |
| 中部       | 豊田鞍ケ池公園           | 愛知県豊田市           |
| 中部       | 岡崎動物園               | 愛知県岡崎市           |
| 中部       | モンキーセンター         | 愛知県犬山市           |
| 近畿       | 京都動物園               | 京都府京都市左京区     |
| 近畿       | ごかつら池どうぶつパーク | 三重県多気郡多気町     |
| 近畿       | 和歌山城公園             | 和歌山県和歌山市       |
| 近畿       | アドベンチャーワールド   | 和歌山県西牟婁郡白浜町 |
| 近畿       | 天王寺動物園             | 大阪府大阪市天王寺区   |
| 近畿       | 五月山動物園             | 大阪府池田市           |
| 近畿       | 王子動物園               | 兵庫県神戸市灘区       |
| 近畿       | 神戸どうぶつ王国         | 兵庫県神戸市中央区     |
| 近畿       | 姫路動物園               | 兵庫県姫路市           |
| 近畿       | 姫路セントラルパーク     | 兵庫県姫路市           |
| 近畿       | 淡路ファームパーク       | 兵庫県南あわじ市       |
| 中国       | 池田動物園               | 岡山県岡山市北区       |
| 中国       | 安佐動物公園             | 広島県広島市安佐北区   |
| 中国       | 福山動物園               | 広島県福山市           |
| 中国       | 徳山動物園               | 山口県周南市           |
| 中国       | 秋吉台サファリ           | 山口県美祢市           |
| 中国       | ときわ動物園             | 山口県宇部市           |
| 四国       | とくしま動物園           | 徳島県徳島市           |
| 四国       | とべ動物園               | 愛媛県伊予郡砥部町     |
| 四国       | 高知アニマルランド       | 高知県高知市           |
| 四国       | のいち動物公園           | 高知県香南市           |
| 九州・沖縄 | 到津の森公園             | 福岡県北九州市小倉北区 |
| 九州・沖縄 | 福岡市動物園             | 福岡県福岡市中央区     |
| 九州・沖縄 | 大牟田市動物園           | 福岡県大牟田市         |
| 九州・沖縄 | 久留米鳥類センター       | 福岡県久留米市         |
| 九州・沖縄 | 海の中道動物の森         | 福岡県福岡市東区       |
| 九州・沖縄 | 九十九島動植物園         | 長崎県佐世保市         |
| 九州・沖縄 | 長崎バイオパーク         | 長崎県西海市           |
| 九州・沖縄 | 九州サファリ             | 大分県宇佐市           |
| 九州・沖縄 | 熊本市動植物園           | 熊本県熊本市東区       |
| 九州・沖縄 | フェニックス動物園       | 宮崎県宮崎市           |
| 九州・沖縄 | 平川動物公園             | 鹿児島県鹿児島市       |
| 九州・沖縄 | 沖縄こどもの国           | 沖縄県沖縄市           |
| 九州・沖縄 | ネオパークオキナワ       | 沖縄県名護市           |

| 地域        | 館名                       | 所在地               |
| ----------- | -------------------------- | -------------------- |
| 北海道      | 小樽水族館                 | 小樽市               |
| 北海道      | 新さっぽろサンピアザ水族館 | 札幌市厚別区         |
| 北海道      | AOAO SAPPORO               | 札幌市中央区         |
| 北海道      | 登別ニクス                 | 登別市               |
| 北海道      | 千歳水族館                 | 千歳市               |
| 東北        | 男鹿水族館                 | 秋田県男鹿市         |
| 東北        | 加茂水族館                 | 山形県鶴岡市         |
| 東北        | 福島海洋科学館             | 福島県いわき市       |
| 東北        | いなわしろカワセミ水族館   | 福島県耶麻郡猪苗代町 |
| 関東        | 鴨川シーワールド           | 千葉県鴨川市         |
| 関東        | さいたま水族館             | 埼玉県羽生市         |
| 関東        | サンシャイン水族館         | 東京都豊島区         |
| 関東        | 葛西臨海水族園             | 東京都江戸川区       |
| 関東        | しながわ水族館             | 東京都品川区         |
| 関東        | アクアパーク品川           | 東京都港区           |
| 関東        | よみうりランド             | 東京都稲城市         |
| 関東        | すみだ水族館               | 東京都墨田区         |
| 関東        | 川崎水族館                 | 神奈川県川崎川崎区   |
| 関東        | 八景島シーパラダイス       | 神奈川県横浜市金沢区 |
| 関東        | なかがわ水遊園             | 栃木県大田原市       |
| 関東        | 富士水族館                 | 山梨県南都留郡忍野村 |
| 北陸        | 新潟市水族館               | 新潟県新潟市中央区   |
| 北陸        | 上越水族博物館             | 新潟県上越市         |
| 北陸        | 寺泊水族博物館             | 新潟県長岡市         |
| 北陸        | のとじま水族館             | 石川県七尾市         |
| 中部        | 東海大海洋博物館           | 静岡県静岡市清水区   |
| 中部        | 碧南海浜水族館             | 愛知県碧南市         |
| 中部        | 名古屋港水族館             | 愛知県名古屋市港区   |
| 中部        | SEA LIFE 名古屋            | 愛知県名古屋市港区   |
| 近畿        | 琵琶湖博物館               | 滋賀県草津市         |
| 近畿        | 京都水族館                 | 京都府京都市下京区   |
| 近畿        | 鳥羽水族館                 | 三重県鳥羽市         |
| 近畿        | 伊勢シーパラダイス         | 三重県伊勢市         |
| 近畿        | 大阪海遊館                 | 大阪府大阪市港区     |
| 近畿        | NIFREL                     | 大阪府吹田市         |
| 近畿        | 神戸須磨シーワールド       | 兵庫県神戸市須磨区   |
| 近畿        | AQUARIUM×ART átoa          | 兵庫県神戸市中央区   |
| 近畿        | 城崎マリンワールド         | 兵庫県豊岡市         |
| 近畿        | 姫路水族館                 | 兵庫県姫路市         |
| 中国        | 玉野海洋博物館             | 岡山県玉野市         |
| 中国        | 宮島水族館                 | 広島県廿日市市       |
| 中国        | しまね海洋館               | 島根県浜田市         |
| 四国        | 桂浜水族館                 | 高知県高知市         |
| 四国        | おさかな館                 | 愛媛県北宇和郡松野町 |
| 九州・ 沖縄 | 海の中道水族館             | 福岡県福岡市東区     |
| 九州・ 沖縄 | 大分マリーンパレス         | 大分県大分市         |
| 九州・ 沖縄 | かごしま水族館             | 鹿児島県鹿児島市     |
| 九州・ 沖縄 | ペンギン水族館             | 長崎県長崎市         |
| 九州・ 沖縄 | 美ら海水族館               | 沖縄県国頭郡本部町   |

## その他

### 紺綬褒章の申請対象となる公益団体の認定
- 本会に対し、公益のために私財（例：個人の場合500万円以上）を寄附した者・法人を対象とした「褒章条例に関する内規第2条に基づく公益団体」として内閣府賞勲局より認定を受けている[10][11]。そのため、対象者・法人に対して紺綬褒章の授与申請が行える。